# ГЕС По
ГЕС По — гідроелектростанція у штаті Каліфорнія (Сполучені Штати Америки). Знаходячись між ГЕС Креста (вище за течією) та ГЕС Оровілл, входить до складу каскаду на річці Норт-Форк-Фетер, яка бере початок у південному масиві Каскадних гір та тече на південь через північно-західне завершення гір Сьєрра-Невада до злиття з Міддл-Форк-Фетер у річку Фетер (ліва притока Сакраменто, що впадає до затоки Сан-Франциско).
У межах проекту річку перекрили бетонною греблею висотою 18 метрів та довжиною 122 метри, яка утримує невелике водосховище з площею поверхні 0,21 км2. Зі сховища під лівобережним гірським масивом прокладено дериваційний тунель завдовжки 10,1 км з діаметром 5,8 метра, що після шахти глибиною 74 метри переходить у напірний водовід завдовжки 0,3 км з діаметром 4,3 метра.
Основне обладнання станції становлять дві турбіни типу Френсіс загальною потужністю 142,8 МВт, які працюють при напорі 145 метрів.